# British Satellite Broadcasting

Logo von British Satellite Broadcasting

British Satellite Broadcasting (BSB) war ein Unternehmen, das in den späten 1980er-Jahren zur Ermöglichung des Satellitendirektempfangs in Großbritannien gegründet wurde. Es stand in diesem Segment im Wettbewerb zu Sky Television.

## Geschichte
Das British-Satellite-Broadcasting-Konsortium wurde 1986 von Granada, Pearson, Virgin und Amstrad gegründet. Zu Beginn des Jahres 1988 wurden drei Fernsehsender von der Independent Broadcasting Authority (IBA) lizenziert. Die schließlich fünf Fernsehsender The Movie Channel, The Sports Channel, Galaxy, The Power Station und Now wurden aber erst im März 1990, über ein Jahr nach dem Start der Fernsehsender des Mitbewerbers Sky Television, gestartet und über die Marcopolo-Satelliten Marcopolo 1 und Marcopolo 2 verbreitet. Man setzte aber, im Gegensatz zu Sky Television, die damals neuartige teilweise digitale Übertragungsnorm D-MAC als Sendestandard ein.
Infolge des erbitterten Konkurrenzkampfes mit Sky Television und durch den Einsatz der neuen Fernsehnorm D-MAC auf den dem Vereinigten Königreich zugeteilten BSS-Frequenzen, an deren Vergabe die teure Technik der Direct Broadcasting Satellite geknüpft war, erlitt BSB bis zum Jahr 1990 massive Verluste. BSB fusionierte schließlich im November 1990 mit seinem Konkurrenten Sky Television zum heutigen Unternehmen British Sky Broadcasting (BSkyB). Die fünf Fernsehsender wurden zunächst übernommen – The Movie Channel bestand namentlich noch bis 1997 und wurde dann in Sky Movies 2 umbenannt; aus The Sports Channel wurde im April 1991 Sky Sports mit seinen Ablegern. Die BSB-Aktionäre Granada, Pearson und Chargeurs erhielten Anteile an der BSkyB-Holding, verkauften ihre Anteile aber während der 1990er-Jahre.